# Видобуток урану в Намібії
Видобуток урану в Намібії має важливе значення для економіки країни. У 2011 році Намібія була одним з найбільших в світі виробників урану (займала четверте місце після Казахстану, Канади та Австралії).
Уран є однією з шести корисних копалин, які були оголошені «стратегічними» урядом Намібії. З 2009 року нова ліцензія на розвідку не може бути надана без участі урядової гірничодобувної компанії.

## Історія
Вперше родовище відкрито в 1928 році в пустелі Наміб Пітером Лу. Розвідка родовища йшла 30 років. В кінці 1950-х років компанія Anglo American досліджувала родовище, але незабаром, у 1966 році розробка була припинена. Через десять років розробка відновилася. У 1980 році ООН провела збори по темі намібійського уранового родовища. У 1999 році Міжнародне агентство з атомної енергії повідомило, що рудник Рессінг — найбільший урановий рудник у світі. У 2008 році видобуток урану у всій Африці збільшився на 16% порівняно з попереднім роком.